# 구마키리촌
구마키리촌(熊切村)은 시즈오카현의 서부, 슈치군에 속해있던 촌이다. 현재의 하마마쓰시 덴류구 동단부에 해당한다.

## 역사
- 1889년 4월 1일 - 정촌제 시행에 의해 슈치군 구마키리촌이 성립하였다.
- 1957년 8월 1일 - 하루노정이 게타촌과 합병해,  새로운 하루노정이 되어, 동일 구마키리촌은 폐지되었다.
- 2005년 7월 1일 - 하루노정이 하마마쓰시에  편입되었다.
- 2007년 4월 1일 - 하마마쓰시가 정령지정도시로 승격해, 구촌은 덴류구가 되었다.

## 참고문헌
- 『가도카와 일본 지명 대사전 22 静岡県』。